# Juodupė
Juodupė är en ort i Litauen.   Den ligger i kommunen Rokiškis och länet Panevėžys län, i den nordöstra delen av landet, 160 km norr om huvudstaden Vilnius. Juodupė ligger 120 meter över havet och antalet invånare är 1 989.
Terrängen runt Juodupė är platt. Runt Juodupė är det ganska glesbefolkat, med 23 invånare per kvadratkilometer. Närmaste större samhälle är Rokiškis, 13,4 km söder om Juodupė. Omgivningarna runt Juodupė är en mosaik av jordbruksmark och naturlig växtlighet.